# Eleição presidencial do Brasil no Território Federal do Guaporé em 1950
A eleição presidencial brasileira de 1950 foi realizado em 3 de outubro. Neste pleito, os cidadãos brasileiros aptos a votar escolheram Getúlio Vargas como Presidente da República.
Para presidente, no Guaporé, o candidato do PTB, Getúlio Vargas, recebeu 71,04% dos votos, já o candidato do PSD, Cristiano Machado, ficou com 17,68%, enquanto o candidato udenista, Eduardo Gomes, recebeu 11,28% dos votos.
Para vice, no Guaporé, o candidato do PSP, Café Filho, recebeu 65,49% dos votos, já o candidato do PST, Vitorino Freire, ficou com 24,72%, enquanto o candidato udenista, Odilon Braga, recebeu 9,64% dos votos.
1. ↑  «RESULTADOS 1950»